# بلانکیسم
بلانکیسم (فرانسوی: Blanquisme) یک ایدئولوژی چپ افراطی قرن نوزدهم است که بر اساس ایده‌های لوئی آگوست بلانکی (۱۸۸۱–۱۸۰۵) انقلابیِ فرانسوی شکل گرفته‌است. لوئی بلانکی زمانی عضوی از کاربوناری‌ها بود؛ جنبشی انقلابی برای اتحاد ایتالیا.
بلانکی طرفدار توزیع مجدد ثروت بود. او نه مارکسیست بود و نه به جنبش‌های کارگری یا قدرت طبقه کارگر اعتقاد داشت بلکه طرفدار انقلاب بود. این انقلاب قرار بود توسط یک گروه کوچک مخفی و سازمان‌دهی‌شده انجام شود و سپس یک حکومت دیکتاتوری موقت ایجاد کند. آن دوره استبداد انتقالی باید اساس یک نظم جدید سوسیالیستی را تشکیل دهد. پس از برقراری چنین «نظمی»، زمام امور به مردم سپرده خواهد شد. بلانکی بیشتر به محقق ساختن «انقلاب» چشم دوخته بود تا آنچه قرار است پس از آن اتفاق افتد. برای یک بلانکیست، وقوع انقلاب و فروپاشی جامعه بورژوایی به خودی خود کافی بود.

## لوئی آگوست بلانکی

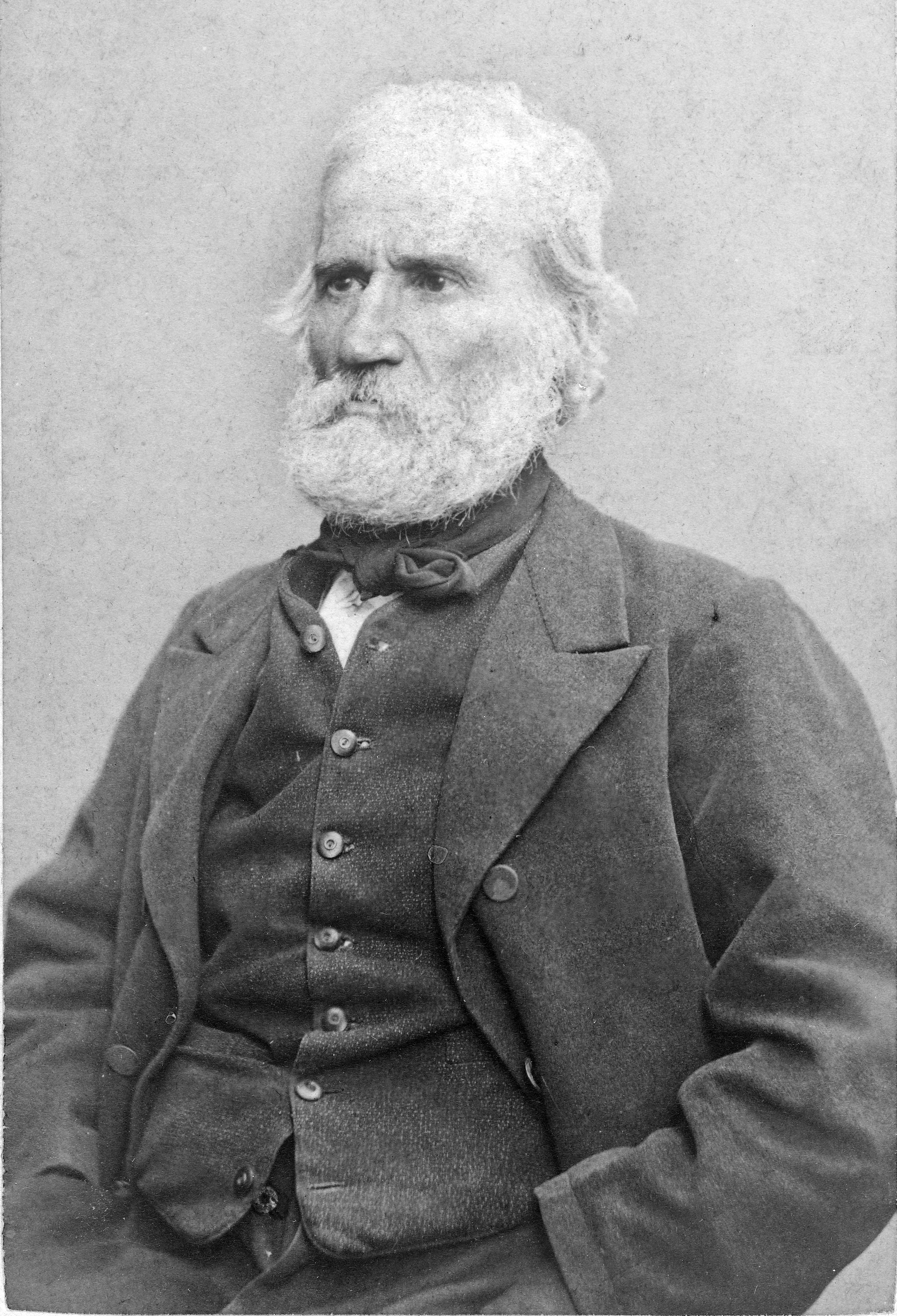
لویی اگوست بلانکی

وی از چهره‌های برجسته رهبران کارگری فرانسه در قرن نوزدهم به‌شمار می‌آمد. بلانکی سازمان دهندهٔ انواع انجمن‌های سری و باشگاه‌های مردمی بود که در بسیاری از توطئه‌های ضدحکومت شرکت داشت. اعتقاد این چهره انقلابی بر این بود که با روش‌های توطئه‌آمیز می‌توان بورژوازی را سرنگون کرد. بلانکی در انقلاب‌های ۱۸۳۰ و ۱۸۴۸ پاریس شرکت داشت. همچنین شورش ۱۸۳۹ پاریس به رهبری بلانکی و باربِس از آرمان‌های جمهوری‌خواهی و شبه‌سوسیالیستی دفاع می‌کرد. او در جریان کمون پاریس به ریاست کمون برگزیده شد.

### محکومیت و پس از آن
بلانکی در ۱۸۴۰ به جرم شرکت در شورش مسلحانه به اعدام محکوم شد، اما این مجازات بعدها به حبس ابد تخفیف داده شد.
در ۱۵ می۱۸۴۸، بلانکی و حزب پرولتاریایی در رأس انبوه مردم به مجلس تازه انتخاب شده حمله بردند، با این هدف که آن مجلس را براندازند و حکومت موقت تازه‌ای تشکیل دهند. پس از دفع حمله مردم توسط گارد ملی، بلانکی، باربِس، آلبرت و راسپای توقیف شدند. او از ۱۸۴۰ تا ۱۸۴۸ در سیاهچال‌های نظام پادشاهی و از آن پس، سال‌ها در زندان‌های جمهوری و امپراتوری به سر برد. یک بار به خاطر شرکت در حوادث ۳۱ اکتبر ۱۸۷۰ به مرگ محکوم شد. او یکی از گروه‌هایی بود که در ۳۱ اکتبر بخشی از قدرت را در اختیار گرفت. در ۱۸۷۹ به عضویت پارلمان از بوردو انتخاب شد، اما دولت انتخاب او را به رسمیت نشناخت. در طول حکومت کمون، بلانکی در قلعه «تورو» زندانی بود. بلانکی با این که خود در زندان بود، به عنوان صدر دولت حاصل از قیام اعدام شد. کوشش‌های کمون برای نجات او به جایی نرسید. با این که او در زمان تشکیل کمون در زندان بود و نقشی عملی نداشت در ۱۸۷۲ به همراه دیگر اعضای باقی‌مانده از کمون به تبعید محکوم شد، اما به علت شرایط بد جسمی این تبعید به یک سال زندان تخفیف داده شد. روز ۱۰ ژوئن ۱۸۷۱ از زندان «کلرو» آزاد شد و روزهای آخر عمرش در پاریس گذشت. او پس از یک سخنرانی در میتینگی انقلابی در پاریس سکته کرد و در اول ژانویه ۱۸۸۱ جان سپرد. این سوسیالیست فرانسوی ۳۳ سال از عمر ۷۶ ساله خود را در زندان گذراند. آرای انقلابی او زیر نفوذ بابوفیسم* شکل گرفت و در مارکس نفوذ کرد. بلانکی ماده‌باور (ماتریالیست) و خردگرا (راسیونالیست) بود و به پیشرفت بی پایان تاریخ باور داشت و بر آن بود که تاریخ از مرحله فردیت مطلق که روزگار انسان وحشی است، به سوی کمونیسم در حرکت است. او به تضادهای اجتماعی نظام سرمایه‌داری می‌تاخت و برای برافکندن آن روش‌های آنارشیستی و توطئه گرانه پیشنهاد می‌کرد.
بلانکی به تئوری‌های تاریخی و اجتماعی یا اقتصادی اهمیتی نمی‌داد، اما قلب و ذهن خود را مصروف انقلاب کارگری کرد. باور او بر انجام انقلاب توسط یک گروه زبده و به شدت سازماندهی شده کارگران بود. به طورکل جنبش کارگری در فرانسه تابع دو سنت بود: نخست سنت بلانکی و بابوف، یعنی سنت انجمن‌های مخفی و انقلابی و دیگری سنت سوسیالیستی و اقتدارگریزی (آنارشیستی) که از تعاونی‌ها و انجمن‌های همکاری و مانند آن حمایت کرد.

### دیگر جنبش‌ها
بلانکیسم در جنبش‌های انقلابی دیگر کشورها، به ویژه در نارودنیک‌های روسیه نفوذ کرد. نارودنیک‌های روسیه بر آن بودند که روسیه بی آن که مرحله سرمایه‌داری را بگذراند، می‌تواند مستقیم به سوسیالیسم برسد و اساس آن را می‌توان بر کمون‌های روستایی گذاشت. جنبش انقلابی فرانسوی قرن هجدهم که هدف آن ایجاد «جمهوری برابران» بود. این جنبش نام خود را از رهبر خود، فرانسوا نوئل بابوف گرفته‌است.